# Arenaria emarginata
Arenaria emarginata (L.), es una especie de planta herbácea perteneciente a la familia de las cariofiláceas.

## Descripción
Es una pequeña hierba anual, pubescente, eglandulosa en el 1/3 inferior, víscida en el superior. Tallos de hasta 14 cm de altura, erectos, ramificados. Hojas de hasta 22 mm, lineares, obtusas. Pedicelos de hasta 18 mm, 1-2 (-3) veces tan largos como los sépalos. Cáliz truncado en la base, más o menos cónico. Sépalos de 2,9-4 (-5,5) mm, lanceolados, subobtusos con 1-3 nervios y margen escarioso estrecho, a veces teñidos de púrpura en el ápice. Pétalos de 2-3,5 mm, más cortos o aproximadamente tan largos como los sépalos, oblongos, redondeados o emarginados, blancos o rosados. Anteras de 0,2-0,3 mm, globosas, moradas. El fruto es una cápsula de 3-4 (-5) mm, más corta o ligeramente más larga que los sépalos, papirácea, con dientes patentes o retrorsos. Semillas de 0,45-0,7 mm, reniformes, globosas, con tubérculos obtusos, negras. Florece y fructifica de enero a junio.

## Distribución y hábitat
Se encuentra en los arenales del litoral y del interior en el sur de España en Aracena, Los Alcores, Litoral, Marisma, Campiña Alta, Algeciras, en Portugal y Norte de África.

## Taxonomía
Arenaria emarginata fue descrita por Félix de Avelar Brotero y publicado en Flora Lusitanica 2: 202. 1805.
Etimología
Arenaria: nombre genérico que deriva del término latino arenarius  = "de arena, arenoso". Adjetivo sustantivado: la planta a la que J.Bauhin dio este nombre en 1631 vive en terreno arenoso.
emarginata: epíteto latino que significa "con muescas en los márgenes".
Sinonimia
- Alsine emarginata Fenzl
- Arenaria boetica Salzm. ex Ball	[5]